# تادلا

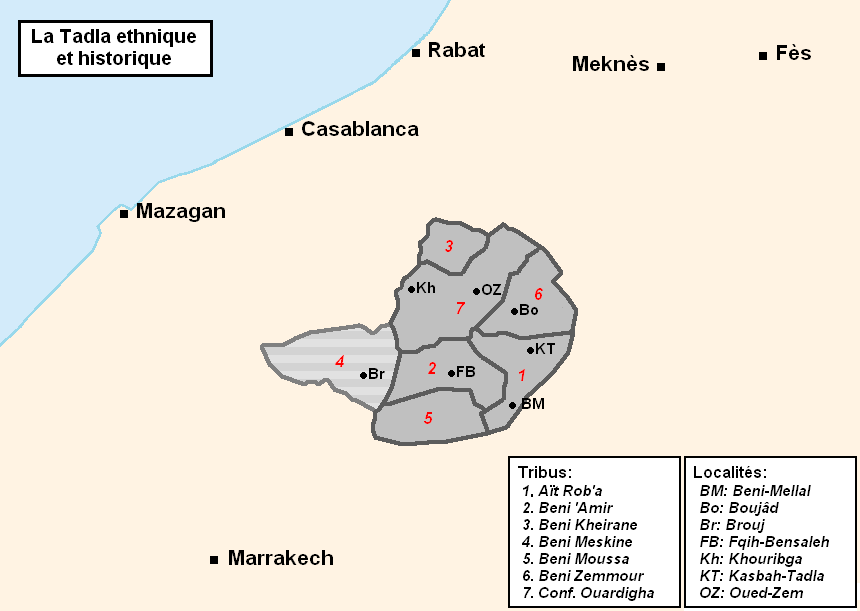
نقشه‌ای از منطقه تاریخی تادلا و قبایل آن.

تادلا یک منطقه تاریخی و جغرافیایی مراکش است که در شمال اطلس بزرگ و غرب اطلس میانی قرار دارد. امروزه منطقه تاریخی تادلا بخشی از بنی ملال خنیفره است به غیر از منطقه تاریخی بنی مسکینه که در کازابلانکا سطات قرار دارد.